# Gabriella Cristiani
Gabriella Rosaria Cristiani (* 21. Mai 1949 in Foggia, Provinz Foggia, Italien) ist eine italienische Filmeditorin, die für den Filmschnitt von Der letzte Kaiser (1987) neben einem Oscar für den besten Schnitt mehrere weitere Filmpreise gewann.

## Leben
Gabriella Cristiani begann ihre Laufbahn als Editorin in der Filmwirtschaft 1969 bei dem Film Metti, una sera a cena und wirkte bis heute an der Herstellung von mehr als dreißig Filmen mit.
Ihren größten internationalen Erfolg feierte sie mit dem Schnitt von Der letzte Kaiser (1987) von Bernardo Bertolucci mit John Lone, Joan Chen und Peter O’Toole in den Hauptrollen: Hierfür gewann sie bei der Oscarverleihung 1988 den Oscar für den besten Schnitt, den Eddie der American Cinema Editors (ACE) für den besten Filmschnitt, den David di Donatello für den besten Schnitt sowie das Silberne Band für den besten Schnitt, das Nastro d’Argento der Sindacato Nazionale Giornalisti Cinematografici Italiani (SNGCI).
Darüber hinaus wurde sie hierfür für den British Academy Film Award für den besten Schnitt nominiert.

## Filmografie (Auswahl)
- 1969: Metti, una sera a cena
- 1972: Fiorina la vacca
- 1979: La Luna
- 1980: Desideria (Desideria: La vita interiore)
- 1983: Tu mi turbi
- 1983: Ein Sommernachtstraum (Sogno di una notte d’estate)
- 1987: Der letzte Kaiser (The Last Emperor)
- 1989: Franziskus (Francesco)
- 1990: Himmel über der Wüste (The Sheltering Sky)
- 1998: Savior
- 2001: Morning
- 2003: Il Natale rubato
- 2006: Eine Nacht mit dem König (One Night with the King)
- 2010: Combat Afghanistan
- 2016: Teleios – Endlose Angst (Teleios – Endlose Angst)

## Auszeichnungen
- 1988: Oscar für den besten Schnitt
- 1988: Eddie für den besten Schnitt
- 1988: David di Donatello für den besten Schnitt
- 1988: Nastro d’Argento für den besten Schnitt